# 6311 Porubčan
6311 Porubčan eller 1990 RQ2 är en asteroid i huvudbältet som upptäcktes den 15 september 1990 av den amerikanske astronomen Henry E. Holt vid Palomarobservatoriet. Den är uppkallad efter den slovakiske astronomen Vladimír Porubčan.